# چارلز جان آستن
چارلز جان آستن (انگلیسی: Charles Austen; ۲۳ june ۱۷۷۹ – ۷ اکتبر ۱۸۵۲ (۷۳ ساله)) فرد نظامی اهل پادشاهی بریتانیای کبیر بود. وی همچنین برندهٔ جوایزی همچون نشان حمام شده‌است.